# Hylaeothemis gardeneri
Hylaeothemis gardeneri – gatunek ważki z rodziny ważkowatych (Libellulidae).